# Liste der denkmalgeschützten Objekte in Eberau
Die Liste der denkmalgeschützten Objekte in Eberau enthält die 20 denkmalgeschützten, unbeweglichen Objekte der Gemeinde Eberau.

## Denkmäler
| Foto |                 | Denkmal | Standort                                                  | Beschreibung | Metadaten |
| ---- | --------------- | --- | --------------------------------------------------------- | --- | --- |
| ja   | Datei hochladen | Amerikanerkreuz HERIS-ID: 31539 Objekt-ID: 28511                                                            | vor Marktstraße 15 Standort KG: Eberau                    | | BDA-Hist.: Q37942920 Status: § 2a Stand der BDA-Liste: 2025-06-30 Name: Amerikanerkreuz GstNr.: 74/1                                                                             |
| BW   | Datei hochladen | Hauptschule Eberau HERIS-ID: 205377seit 2024                                                                | Marktstraße 29 Standort KG: Eberau                        | | BDA-Hist.: Q126122308 Status: Bescheid Stand der BDA-Liste: 2025-06-30 Name: Hauptschule Eberau GstNr.: 226                                                                      |
| ja   | Datei hochladen | Kath. Pfarrkirche hl. Joseph HERIS-ID: 31527 Objekt-ID: 28499                                               | Schlossallee 1 Standort KG: Eberau                        | Pfarre vor 1489, zeitweise evangelische, dann katholische Filialkirche. 1904 als Pfarre wiedererrichtet. Spätgotischer Chor des 15. Jahrhunderts, Schiff und vorgestellter Nordturm erbaut vermutlich 1745.                                                        | BDA-Hist.: Q15124672 Status: § 2a Stand der BDA-Liste: 2025-06-30 Name: Kath. Pfarrkirche hl. Joseph GstNr.: 138 Pfarrkirche Eberau                                              |
| ja   | Datei hochladen | Pfarrhof HERIS-ID: 31530 Objekt-ID: 28502                                                                   | Schlossallee 2 Standort KG: Eberau                        | | BDA-Hist.: Q37942875 Status: § 2a Stand der BDA-Liste: 2025-06-30 Name: Pfarrhof GstNr.: 23                                                                                      |
| ja   | Datei hochladen | Ehem. Herrschaftsmeierhof von Schloss Eberau HERIS-ID: 112468 Objekt-ID: 130661seit 2019                    | Schlossallee 3 Standort KG: Eberau                        | | BDA-Hist.: Q105646805 Status: Bescheid Stand der BDA-Liste: 2025-06-30 Name: Ehem. Herrschaftsmeierhof von Schloss Eberau GstNr.: 17                                             |
| ja   | Datei hochladen | Schloss Eberau HERIS-ID: 31516 Objekt-ID: 28486                                                             | Schlossallee 10 Standort KG: Eberau                       | Das Schloss befindet sich innerhalb eines eigenen mittelalterlichen, polygonalen Befestigungsringes (z. T. erhalten). Dreiflügelbau, im 17. Jahrhundert geschlossen. Drei Geschoße; im Hof Arkaden (heute vermauert). Zum Osttrakt Brücke über ehem. Wassergraben. | BDA-Hist.: Q1726448 Status: Bescheid Stand der BDA-Liste: 2025-06-30 Name: Schloss Eberau GstNr.: 1, 2, 4 Eberau Castle                                                          |
| ja   | Datei hochladen | Gnadenstuhl HERIS-ID: 31535 Objekt-ID: 28507                                                                | vor Hauptplatz 24 Standort KG: Eberau                     | | BDA-Hist.: Q37942883 Status: § 2a Stand der BDA-Liste: 2025-06-30 Name: Gnadenstuhl GstNr.: 137                                                                                  |
| ja   | Datei hochladen | Pranger HERIS-ID: 31540 Objekt-ID: 28512                                                                    | vor Hauptplatz 14 Standort KG: Eberau                     | Der Pranger stammt aus dem 17. Jahrhundert und wurde nach Restauration 1966 auf dem Anger wieder aufgestellt. | BDA-Hist.: Q37942924 Status: § 2a Stand der BDA-Liste: 2025-06-30 Name: Pranger GstNr.: 137                                                                                      |
| ja   | Datei hochladen | Mariensäule HERIS-ID: 31536 Objekt-ID: 28508                                                                | Standort KG: Eberau                                       | Laut Inschrift 1774 errichtet. Frühbarocke Figur auf hohen Sockel. Anmerkung: In Fehlerliste eingetragen, weil GstNr. falsch. | BDA-Hist.: Q37942889 Status: Bescheid Stand der BDA-Liste: 2025-06-30 Name: Mariensäule GstNr.: 708                                                                              |
| ja   | Datei hochladen | Ehem. kath. Volksschule HERIS-ID: 31561 Objekt-ID: 28535                                                    | Gaas 77 Standort KG: Gaas                                 | | BDA-Hist.: Q37943041 Status: § 2a Stand der BDA-Liste: 2025-06-30 Name: Ehem. kath. Volksschule GstNr.: 85                                                                       |
| ja   | Datei hochladen | Kath. Filialkirche hl. Anna HERIS-ID: 31542 Objekt-ID: 28515                                                | Standort KG: Gaas                                         | 1739 als Kapelle erbaut, 1892 erweitert. Einschiffiger Bau mit eingezogener Apsis. Vorgestellter Ostturm mit Zwiebelhelm. | BDA-Hist.: Q37942930 Status: § 2a Stand der BDA-Liste: 2025-06-30 Name: Kath. Filialkirche hl. Anna GstNr.: 83 Filialkirche St. Anna, Gaas                                       |
| ja   | Datei hochladen | Friedhof HERIS-ID: 31544 Objekt-ID: 28517                                                                   | Standort KG: Gaas                                         | | BDA-Hist.: Q37942943 Status: § 2a Stand der BDA-Liste: 2025-06-30 Name: Friedhof GstNr.: 2010 Friedhof Gaas (Eberau)                                                             |
| ja   | Datei hochladen | Kath. Pfarrkirche, Wallfahrtskirche Maria Himmelfahrt, gen. Maria Weinberg HERIS-ID: 31555 Objekt-ID: 28529 | Gaas 132a Standort KG: Gaas                               | Am Hang des Kulmer Waldes, an der Stelle der 1221 genannten Burg Kertes. Gründungsdatum (womöglich als Burgkapelle) laut Chronogramm im Chor 1155. Wiederaufbau des oberen Turmgeschoßes nach Einsturz 1777.                                                       | BDA-Hist.: Q15124676 Status: § 2a Stand der BDA-Liste: 2025-06-30 Name: Kath. Pfarrkirche, Wallfahrtskirche Maria Himmelfahrt, gen. Maria Weinberg GstNr.: 2011 Pfarrkirche Gaas |
| ja   | Datei hochladen | Familienkapelle HERIS-ID: 31563 Objekt-ID: 28537                                                            | Standort KG: Gaas                                         | | BDA-Hist.: Q37943063 Status: § 2a Stand der BDA-Liste: 2025-06-30 Name: Familienkapelle GstNr.: 2104                                                                             |
| ja   | Datei hochladen | Kath. Filialkirche Herz Jesu HERIS-ID: 31564 Objekt-ID: 28538                                               | Kroatisch Ehrensdorf 21 Standort KG: Kroatisch Ehrensdorf | | BDA-Hist.: Q37943074 Status: § 2a Stand der BDA-Liste: 2025-06-30 Name: Kath. Filialkirche Herz Jesu GstNr.: 83 Kath. Filialkirche Herz Jesu (Kroatisch Ehrensdorf)              |
| ja   | Datei hochladen | Amerikanerkreuz HERIS-ID: 31565 Objekt-ID: 28540                                                            | Kroatisch Ehrensdorf 21 Standort KG: Kroatisch Ehrensdorf | | BDA-Hist.: Q37943094 Status: § 2a Stand der BDA-Liste: 2025-06-30 Name: Amerikanerkreuz GstNr.: 37                                                                               |
| ja   | Datei hochladen | Kath. Filialkirche Hl. Dreifaltigkeit HERIS-ID: 31572 Objekt-ID: 28548                                      | Standort KG: Kulm                                         | | BDA-Hist.: Q37943121 Status: § 2a Stand der BDA-Liste: 2025-06-30 Name: Kath. Filialkirche Hl. Dreifaltigkeit GstNr.: 6                                                          |
| ja   | Datei hochladen | Friedhofskreuz + 3 Grabdenkmäler HERIS-ID: 31577 Objekt-ID: 28554                                           | Standort KG: Kulm                                         | | BDA-Hist.: Q37943169 Status: § 2a Stand der BDA-Liste: 2025-06-30 Name: Friedhofskreuz + 3 Grabdenkmäler GstNr.: 73/3, 75                                                        |
| ja   | Datei hochladen | Antoniuspfeiler HERIS-ID: 31575 Objekt-ID: 28551seit 2015                                                   | Kulm 70, in der Nähe Standort KG: Kulm                    | | BDA-Hist.: Q37943160 Status: Bescheid Stand der BDA-Liste: 2025-06-30 Name: Antoniuspfeiler GstNr.: 1529/3                                                                       |
| ja   | Datei hochladen | Josephs-Kapelle HERIS-ID: 31570 Objekt-ID: 28545                                                            | Standort KG: Winten                                       | | BDA-Hist.: Q37943112 Status: § 2a Stand der BDA-Liste: 2025-06-30 Name: Josephs-Kapelle GstNr.: 332 Josephs-Kapelle (Winten)                                                     |